# Jesse Warn
Jesse Warn ist ein US-amerikanischer Regisseur für Film und Fernsehen, sowie Drehbuchautor und Fernsehproduzent.

## Leben und Karriere
Zusammen mit seinem Freund, dem Kameramann Aaron Morton, begann Jesse Warn Ende der 1990er Jahre Musikvideos und Kurzfilme zu drehen, bevor er im Jahr 2003 dann sein Leinwand-Debüt als Regisseur in Kanada mit dem Thriller Nemesis Game gab. Seit 2008 arbeitet er vornehmlich als Regisseur für das Fernsehen.
Er erhielt bei den New Zealand Film and TV Awards 1999 den Preis in der Kategorie Best Contribution to Short Film für den Film 9 Across sowie 2000 in der Kategorie Best Script for Short Film für den Film Little Samurai.
Jesse Warn ist mit der kanadischen Schauspielerin Jennifer Cheon Garcia verheiratet.

## Filmografie
Drehbuchautor
- 1999: 9 Across
- 2000: Little Samurai
- 2000: Her Iliad
- 2003: Nemesis Game

Regisseur
- 1999: 9 Across
- 2000: Her Iliad
- 2003: Nemesis Game
- 2008–2010: Legend of the Seeker – Das Schwert der Wahrheit (Fernsehserie, 3 Episoden)
- 2011–2013: Criminal Minds (Fernsehserie, 2 Episoden)
- 2011: Spartacus: Gods of the Arena (Fernsehminiserie, 1 Episode)
- 2011: V (Fernsehserie, 1 Episode)
- 2010–2013: Spartacus (Fernsehserie, 8 Episoden)
- 2012–2014: Vampire Diaries (Fernsehserie, 4 Episoden)
- 2013–2017: The Originals (Fernsehserie, 8 Episoden)
- 2014: True Blood (Fernsehserie, 1 Episode)
- 2014–2016 The Flash (Fernsehserie, 6 Episoden)
- 2014–2017: Arrow (Fernsehserie, 6 Episoden)
- 2015–2020: Supergirl (Fernsehserie, 14 Episoden)
- 2016: The Shannara Chronicles (Fernsehserie, 2 Episoden)
- 2017: Riverdale (Fernsehserie, 1 Episode)

Produzent
- 2005: Nothing Special
- 2017–2020: Supergirl (Fernsehserie, 64 Episoden)